# 시민 연단 (러시아)
시민 연단(러시아어: Гражда́нская Платфо́рма)은 러시아의 보수주의 정당이다. 2012년 6월 사업가이자 2012년 러시아 대통령 선거 후보자이던 미하일 프로호로프에 의해 창당되었다.
창당 당시에는 정당 설립 기본 요건인 당원 500명만으로 시작하였으며, 본래 무소속 후보들이 정당 소속으로 선거에 출마할 수 있도록 하기 위해 만들어진 정당이다. 2015년 미하일 프로호포프가 탈당하자 리파트 샤이후트디노프가 당수로 취임하였다. 이후 블라디미르 푸틴 대통령 정부에 대한 지지를 선언하고 있다. 2016년 이래로 하원인 국가두마에 1석을 보유 중이다.

## 같이 보기
- 미하일 프로호로프